# Chhattisgarhi
Chhattisgarhi (Devanagari: छत्तिसगढ़ी oder छत्तीसगढ़ी) ist eine indoarische Sprache, die von ca. 11.500.000 Sprechern gesprochen wird. Diese konzentrieren sich im indischen Bundesstaat Chhattisgarh und in den angrenzenden Gebieten der Bundesstaaten Madhya Pradesh, Orissa und Bihar. Kulturelle und politische Bewegungen in Chhattisgarh behaupteten seit den 1920er Jahren eine eigene kulturelle und sprachliche Identität und verlangten größere Autonomie innerhalb Indiens. Diese Bestrebungen führten im Jahr 2000 zur Bildung des Bundesstaates Chhattisgarh aus 16 Distrikten des Bundesstaates Madhya Pradesh.

## Klassifikation
Die dem Chhattisgarhi nächstverwandten Sprachen sind Bagheli und Awadhi. Alle drei Sprachen werden in die Gruppe der ostzentralindischen Sprachen innerhalb der indoarischen Sprachen, des indischen Zweiges der indogermanischen Sprachfamilie, klassifiziert. Die indische Regierung betrachtet die Sprache hingegen offiziell als einen östlichen Dialekt des Hindi, obwohl Chhattisgarhi nach linguistischen Kriterien durchaus als eigenständige Sprache angesehen werden kann. Chhattisgarhi untergliedert sich in verschiedene Dialekte, u. a. Baighani, Bhulia, Binjhwari, Kalanga, Kavardi, Khairagarhi, Sadri Korwa und Surguija.

## Schrift
Wie Sanskrit und Hindi wird auch Chhattisgarhi in Devanagari geschrieben.

## Grammatik
Wie das eng verwandte Hindi verwendet auch Chhattisgarhi Postpositionen statt Präpositionen, z. B. -kaa statt „von“. Im Gegensatz zu Hindi verfügt Chhattisgarhi allerdings nicht über einen Obliquus, sodass Postpositionen einfach an das Ende des Substantivs angehängt werden können, ohne dass sich das Nomen selber verändert.